# Yermajan Ibraimov
Yermajan Saguiuly Ibraimov (en kazajo: Ермахан Сағиұлы Ыбрайымов; Telman, URSS, 1 de enero de 1972) es un deportista kazajo que compitió en boxeo.
Participó en dos Juegos Olímpicos de Verano, obteniendo dos medallas, bronce en Atlanta 1996 y oro en Sídney 2000, ambas en el peso semimedio. Ganó dos medallas en el Campeonato Mundial de Boxeo Aficionado, plata en 1997 y bronce en 1999.

## Palmarés internacional
| Juegos Olímpicos   | Juegos Olímpicos         | Juegos Olímpicos  | Juegos Olímpicos |
| Año                | Lugar                    | Medalla           | Categoría        |
| ------------------ | ------------------------ | ----------------- | ---------------- |
| 1996               | Atlanta (Estados Unidos) | Medalla de bronce | 71 kg            |
| 2000               | Sídney (Australia)       | Medalla de oro    | 71 kg            |
| Campeonato Mundial |                          |                   |                  |
| Año                | Lugar                    | Medalla           | Categoría        |
| 1997               | Budapest (Hungría)       | Medalla de plata  | 71 kg            |
| 1999               | Houston (Estados Unidos) | Medalla de bronce | 71 kg            |